# 마쿨
마쿨(스페인어: Macul)는 칠레 산티아고 수도주 산티아고 현의 코무나이다.